# Vol 236 d'Air Transat
El vol 236 d'Air Transat fou un vol transatlàntic amb origen a Toronto (Canadà) i destinació a Lisboa (Portugal) que el 24 d'agost del 2001 patí una fallada dels dos motors quan es trobava sobre l'oceà Atlàntic. L'Airbus A330 es quedà sense combustible a causa d'una fuita relacionada amb procediments de manteniment incorrectes. El comandant Robert Piché, un pilot veterà de planadors de 48 anys, i el copilot, Dirk de Jager, de 28 anys, aconseguiren dur a terme un aterratge d'emergència a les Açores i així salvar la vida de les 306 persones (293 passatgers i 13 tripulants) que anaven a bord de l'avió. La majoria dels passatgers eren canadencs que anaven a fer turisme per Europa i expatriats portuguesos que tornaven a Portugal a visitar la família.